# Australomimetus japonicus
Australomimetus japonicus là một loài nhện trong họ Mimetidae.
Loài này thuộc chi Australomimetus. Australomimetus japonicus được miêu tả năm 1938 bởi Uyemura.